# Grammopsoides tenuicornis
Grammopsoides tenuicornis är en skalbaggsart som först beskrevs av Thomas Lincoln Casey, Jr. 1913. Grammopsoides tenuicornis ingår i släktet Grammopsoides och familjen långhorningar.
Artens utbredningsområde är Panama. Inga underarter finns listade i Catalogue of Life.